# 25 lat
25 lat – album studyjny zespołu Boys wydany 5 grudnia 2017 nakładem firmy fonograficznej Green Star. Na płycie znalazło się 21 utworów, w tym 6 duetów oraz 3 remiksy. Nagrań dokonano w studio Jana Bańkowskiego.
14 czerwca 2018 roku album uzyskał status złotej płyty.

## Lista utworów
1. Moja kochana (muz. i sł. Marcin Miller i Adam Michał Grabowski)
2. Najpiękniejsza dziewczyno (muz. i sł. Marcin Miller)
3. Chcę być przy tobie (muz. i sł. Marcin Miller i Adam Konkol)
4. Ta dziewczyna to rakieta (muz. i sł. Marcin Miller i Adam Michał Grabowski)
5. Oczy szafirowe (muz. i sł. Marcin Miller)
6. Wierność to podstawa (muz. i sł. Marcin Miller)
7. W słońce zmienię deszcz (muz. i sł. Marcin Miller)
8. Hej moja miła (muz. i sł. Marcin Miller)
9. Nie będę spał (muz. i sł. Marcin Miller)
10. Wróćmy tam razem (muz. i sł. Marcin Miller)
11. Jeszcze wszystko się zmieni (muz. i sł. Marcin Miller)
12. Mydełko Fa 2017 (feat. Shazza) (muz. Mikołaj Korzyński, sł. Andrzej Korzyński)
13. Koleś z bety (muz. i sł. Marcin Miller)
14. Barwy uczuć (feat. Top Girls) (muz. Marcin Tywoniuk, sł. Marcin Miller)
15. Zakochane oczy (feat. Defis) (muz. Robert Balcerzak, Marcin Kotyński, Marcin Miller i Karol Zawrotniak, sł. Marcin Kotyński, Marcin Miller i Karol Zawrotniak)
16. Ty i ja – O la e o la la (feat. Mario Bischin) (muz. Mario Bischin, sł. Marcin Miller)
17. Będę przy tobie (feat. Nastja) (muz. Adam Michał Grabowski, Marcin Miller, Łukasz Sienicki, sł. Adam Michał Grabowski, Marcin Załęski)
18. W oczach niebo (feat. Extazy) (muz. i sł. Krzysztof Tatarczuk)
19. Dlaczego ty mi w głowie zawróciłaś (Serenity rmx) (muz. i sł. Marcin Miller)
20. Szalona (Stylersi rmx) (muz. i sł. Marcin Miller, Janusz Konopla)
21. Niech żyje wolność i swoboda (Sky Dee Joy version) (muz. i sł. Marcin Miller)

Mastering całości: Jan Bańkowski

## Aranżacje utworów
- Jan Bańkowski – utwory: 1, 3, 4, 6, 7, 10, 11
- Rafał Bień (Sky Dee Joy) – utwory: 2, 5, 8, 13, 21
- Paweł Szymczyk (Serenity) – utwory: 9, 19
- Emil Jeleń – utwór 12
- Marcin Tywoniuk – utwór 14
- Robert Balcerzak – utwór 15
- Mario Bischin – utwór 16
- Łukasz Sienicki – utwór 17
- Daniel Bałkowiec – utwór 18
- Stylersi – utwór 20